# Argocoffeopsis afzelii
Argocoffeopsis afzelii là một loài thực vật có hoa trong họ Thiến thảo. Loài này được (Hiern) Robbr. mô tả khoa học đầu tiên năm 1981.